# Ash Sharqiyah (Egypte)
Ash Sharqiyah (Sharkeya, Arabisch: الشرقية, Nederlands: Oostelijk) is een van de 29 gouvernementen van Egypte en ligt in de Nijldelta in het noordoosten van het land, net ten noordoosten van het hoofdstedelijke gouvernement Caïro.
Ash Sharqiyah is met een oppervlakte van bijna 4200 vierkante kilometer een van de middelgrote gouvernementen. Eind 2006 telde het ook meer dan 5,3 miljoen inwoners. De hoofdstad van het gouvernement is Zagazig.

## Geboren
- Ahmed Fouad Negm (1929-2013), dichter en singer-songwriter
- Mansour Hassan (1937-2012), Egyptisch minister onder Sadat en voorzitter van de adviesraad na de Revolutie van 2011
- Abdullah al-Ashaal (1945), diplomaat, islamitisch denker en rechtsgeleerde
- Mohamed Morsi (1951-2019), president van Egypte (2012-2013)